# José Antonio Sáenz de Santa María
Pour les articles homonymes, voir Santamaria.
José Antonio Sáenz de Santa María Tinturé (/xoˈse ãnˈtonjo ˈsaẽnθ de ˈsãnta maˈɾia tĩntuˈɾe/) est un militaire espagnol né le 15 décembre 1919 à Gijón et mort le 25 août 2003 à Madrid.
Au cours de sa carrière de 50 ans, il a commandé le corps de Police nationale entre 1979 et 1982, puis la Garde civile de 1983 à 1986. Il joue un rôle important dans l'échec du coup d'État du 23 février 1981.

## Biographie
José Antonio Sáenz de Santa María Tinturé naît le 15 décembre 1919 à Gijón, dans les Asturies. 

### Carrière militaire
Il s'engage volontairement dans l'armée 20 juillet 1936 afin de participer au soulèvement nationaliste d'Oviedo. À l'époque d'idéologie phalangiste, il regrettera par la suite avoir participé au coup d'État de Francisco Franco,.
Il progresse ensuite dans la hiérarchie militaire. Nommé capitaine d'infanterie en 1942, il devient commandant en 1949, puis lieutenant-colonel dix ans plus tard. Il est promu colonel en 1968. Le 23 mai 1975, il accède au grade de général de brigade et prend les fonctions de chef d'État-Major de la Garde civile. Quatre ans plus tard, il est désigné général de division.

### Chef des forces de l'ordre
Le 6 juillet 1979, José Antonio Sáenz de Santa María est nommé inspecteur général du corps de Police nationale (CPN). Il assure notamment la création des Grupo Especial de Operaciones (GEO), des brigades de déminage et de l'Académie du commandement de la police. Du 1er février au 17 octobre 1980, il est en parallèle délégué spécial du gouvernement au Pays basque, où il mène la lutte contre le terrorisme.
Il joue un rôle important dans la mise en échec du coup d'État du 23 février 1981 mené par le lieutenant-colonel de la Garde civile Antonio Tejero, en faisant boucler les alentours du palais des Cortès afin d'isoler les putschistes à l'intérieur du Congrès des députés.
Il est promu lieutenant-général le 15 janvier 1982 et prend la direction de la VIIe Région militaire, dont le siège est à Valladolid. En conséquence, il est relevé 15 jours plus tard de ses fonctions à la tête de la police espagnole. Le 19 avril, il est désigné capitaine général de la IVe Région militaire, à Barcelone.
Militaire ouvertement favorable à la démocratie, à l'alternance au pouvoir, et grand défenseur de la loyauté des forces armées au gouvernement élu et au roi Juan Carlos Ier, il est choisi le 2 novembre 1983 par le gouvernement socialiste de Felipe González comme nouveau directeur général de la Garde civile. Il s'oppose aux négociations avec ETA et affirme qu'aucun militaire ou policier espagnol n'a participé aux Groupes antiterroristes de libération (GAL), qu'il considère comme un problème des autorités françaises.

### Fin de carrière et retraite
Bien qu'il soit passé en situation de réserve active en 1984, il est maintenu jusqu'au 31 octobre 1986. En février 1995, il confirme que de son point de vue, les GAL n'ont aucune espèce de lien avec le ministère de l'Intérieur. Il est appelé à comparaître devant une commission d'enquête parlementaire par le Parti populaire en novembre suivant, mais la commission est dissoute avant son audition. Sáenz de Santa María révélera au socialiste José Bono qu'il avait menacé de dévoiler l'ensemble des informations dont il disposait sur la « guerre sale » contre ETA, mettant ainsi en cause des cadres et fondateurs du PP, ce qui avait provoqué la fin prématurée de l'investigation parlementaire.
Il est mis en examen le 7 mai 1996 par le juge d'instruction Baltasar Garzón dans le cadre de son enquête sur l'affaire Oñaederra, qui concerne l'assassinat de trois militants supposés d'ETA par les GAL. Aucun chef d'accusation ne lui est appliqué, sa mise en examen relevant des fonctions de direction qu'il exerçait lors des homicides, en 1983 et 1984. Le magistrat annule les poursuites le 23 janvier 1998, considérant que le simple fait que le militaire ait été directeur général de la Garde civile ne suffit pas à démontrer une connaissance des faits ou une complicité dans leur mise en œuvre.

### Vie privée
Il est marié et père de trois fils.
José Antonio Sáenz de Santa María meurt le 25 août 2003 à la clinique Moncloa de Madrid, à l'âge de 83 ans. Il avait été admis dans l'établissement quelques jours plus tôt, après avoir subi un infarctus du myocarde.
Il n'a aucun lien de parenté avec la femme politique Soraya Sáenz de Santamaría.

## Note
1. ↑  Prononciation en espagnol d'Espagne retranscrite selon la norme API.